# Sida (plante)
Pour les articles homonymes, voir Sida.
Genre

Sida est un genre de plantes dicotylédones de la famille des Malvaceae, sous-famille des Malvoideae, à répartition pantropicale, qui comprend environ 150 espèces acceptées.
Ce sont des plantes herbacées annuelles ou vivaces, des arbrisseaux ou des arbustes pouvant atteindre 2 mètres de haut, aux feuilles simples alternes et aux fleurs généralement jaunes à 5 pétales connés à la base. Les fruits sont des schizocarpes dont les segments sont munis d'une ou deux arêtes apicales aiguës. Plusieurs espèces sont utilisées comme source de fibres.

## Liste d'espèces
Selon The Plant List (21 août 2019) :
- Sida abutifolia Mill.
- Sida abutilifolia Mill.
- Sida acuta Burm.f.
- Sida acutifolia Steud.
- Sida aggregata C.Presl
- Sida alamosana S. Watson
- Sida albiflora (Chodat & Hassl.) Krapov.
- Sida amatlanensis Sessé & Moc.
- Sida angustissima A.St.-Hil.
- Sida anodifolia Fryxell
- Sida antillensis Urb.
- Sida argentina K. Schum.
- Sida ascendens A. St.-Hil.
- Sida aurantiaca A. St.-Hil.
- Sida bakeriana Rusby ex Baker f.
- Sida barclayi Baker f.
- Sida beckii Krapov.
- Sida blepharoprion Ulbr.
- Sida boliviana Gand.
- Sida brachystemon DC.
- Sida cabreriana Krapov.
- Sida calva Fryxell
- Sida caudata A.St.-Hil. & Naudin
- Sida caulorrhiza Krapov.
- Sida centuriata Clement
- Sida cerradoensis Krap.
- Sida chapadensis K. Schum.
- Sida charpinii Krapov.
- Sida chinensis Retz.
- Sida chrysantha Ulbr.
- Sida ciliaris L.
- Sida confusa Hassl.
- Sida coradinii Krapov.
- Sida cordata (Burm.f.) Borss.Waalk.
- Sida cordifolia L.
- Sida cordifolioides K.M. Feng
- Sida cristobaliana Krapov.
- Sida cuspidata (A.Robyns) Krapov.
- Sida decandra R.E. Fr.
- Sida dregei Burtt Davy
- Sida dubia A. St.-Hil.
- Sida dureana Krapov.
- Sida elliottii Torr. & A. Gray
- Sida emilei Hochr.
- Sida fallax Walp.
- Sida fastuosa Fryxell & S.D. Koch
- Sida galheirensis Ulbr.
- Sida gertiana Krapov.
- Sida glabra Mill.
- Sida glaziovii K. Schum.
- Sida glomerata Cav.
- Sida goyazensis K. Schum.
- Sida gracilipes Rusby
- Sida gracillima Hassl.
- Sida guianensis K.Schum.
- Sida haenkeana C.Presl
- Sida hassleri Hochr.
- Sida hatschbachii Krapov.
- Sida hederifolia Cav.
- Sida hermaphrodita (L.) Rusby
- Sida hibisciformis Bertol.
- Sida hirsutissima Mill.
- Sida hoepfneri Gürke ex Schinz
- Sida hyalina Fryxell
- Sida hyssopifolia C.Presl
- Sida inflexa Fernald
- Sida jamaicensis L.
- Sida jatrophioides L'Hér.
- Sida javensis Cav.
- Sida jussiaeana DC.
- Sida laciniata Bovini
- Sida ledyardii H. St. John
- Sida libenii Hauman
- Sida limensis R.E. Fr.
- Sida lindheimeri Engelm. & A. Gray
- Sida linearis Cav.
- Sida linifolia Juss. ex Cav.
- Sida lonchitis St. Hil. & Naud.
- Sida longipes A. Gray
- Sida luschnathiana Steud.
- Sida martiana A.St.-Hil.
- Sida meyeniana Walp.
- Sida michoacana Fryxell
- Sida monteiroi Krapov.
- Sida monticola Fryxell
- Sida multicrena Hochr.
- Sida mysorensis Wight & Arn.
- Sida nelsonii H.St.John
- Sida nemorensis Mart. ex Colla
- Sida neomexicana A. Gray
- Sida nesogena I.M. Johnst.
- Sida oligandra K. Schum.
- Sida orientalis Cav.
- Sida ovalis Kostel.
- Sida ovata Forssk.
- Sida ovota Forssk.
- Sida pakistanica Abedin
- Sida palmata Cav.
- Sida paradoxa Rodrigo
- Sida parvifolia DC.
- Sida pedersenii Krapov.
- Sida petropolitana Monteiro
- Sida pires-blackii Monteiro
- Sida plumosa Cav.
- Sida poeppigiana (K.Schum.) Fryxell
- Sida potentilloides A. St.-Hil.
- Sida potosina Brandegee
- Sida pritzeliana Domin
- Sida prolifica Fryxell & S.D. Koch
- Sida pseudocordifolia Hochr.
- Sida pseudocymbalaria Hassl.
- Sida quinquevalvacea J.L. Liu
- Sida regnellii R.E. Fr.
- Sida reitzii Krapov.
- Sida repens Dombey ex Cav.
- Sida rhombifolia L.
- Sida rigida (G.Don) D.Dietr.
- Sida rivulicola Ulbr.
- Sida rodrigoi Monteiro
- Sida rubifolia A. St.-Hil.
- Sida rufescens A.St.-Hil.
- Sida ruizii Ulbr.
- Sida rupo Ulbr.
- Sida rzedowskii Fryxell
- Sida salviifolia C.Presl
- Sida sampaiana Monteiro
- Sida santaremensis Monteiro
- Sida schimperiana Hochst. ex A. Rich.
- Sida schininii Krapov.
- Sida schumanniana Krapov.
- Sida serrata Willd. ex Spreng.
- Sida serratifolia R. Wilczek & Steyaert
- Sida setosa Mart. ex Colla
- Sida spinosa L.
- Sida subcordata Span.
- Sida subcuneata A. St.-Hil.
- Sida surumuensis Ulbr.
- Sida szechuensis Matsuda
- Sida tenuicarpa Vollesen
- Sida ternata L. f.
- Sida tobatiensis Ulbr.
- Sida tragiifolia A. Gray
- Sida tuberculata R.E.Fr.
- Sida turneroides Standl.
- Sida ulei Ulbr.
- Sida urens L.
- Sida vagans Krapov.
- Sida vallsii Krapov.
- Sida variegata (Griseb.) Krapov.
- Sida vespertina Ekman
- Sida viarum A.St.-Hil.
- Sida weberbaueri Ulbr.
- Sida wingfieldii (Fryxell) Dorr
- Sida xanti A. Gray
- Sida yungasensis Krapov.
- Sida yunnanensis S.Y. Hu